# Península de Guanahacabibes
A península de Guanahacabibes é uma península na província de Pinar del Río, e que constitui o extremo ocidental de Cuba. 
A península está administrativamente incluída no município de Sandino e é escassamente povoada. As águas em redor são importantes viveiros de lagosta-espinhosa e pargo-vermelho. Também ostenta a categoria de Reserva da biosfera, catalogada pela UNESCO em 1987. O seu extremo ocidental, o cabo San Antonio, é o ponto mais ocidental de Cuba.
A sua situação nas águas abertas do golfo do México torna-a vulnerável aos furacões. A área foi severamente afetada pelo Furacão Ivan em 2004 e pelo Furacão Wilma em 2005.
Guanahacabibes foi o lugar do primeiro campo de trabalhos forçados de Cuba sob o regime de Fidel Castro, iniciado em finais de 1960.

## Conservação
O Parque Nacional Guanahacabibes situa-se na península e é uma das maiores reservas naturais do país, estando separado do resto da ilha por planícies de areia branca onde se encontra uma das maiores áreas na margem de lagos de Cuba. Uma área relativamente pequena contém uns 100 lagos, e também os maiores e mais puros campos de areia sílica, 99,8% pura. O turismo de natureza é uma atração principal no Parque Nacional de 398,26 km². A área é habitada por 172 espécies de aves de 42 famílias, 11 delas endémicas e 84 migratórias. 
A península foi um dos últimos refúgios de aborígenes que fugiam dos conquistadores espanhóis e também tem 140 sítios arqueológicos vinculados com a vida dos aborígenes, que eram conhecidos como guanajatabeyes.